# スプートニク (ロケット)
スプートニク（ロシア語: Спутник、ラテン文字表記の例: Sputnik）は、R-7大陸間弾道ミサイルを元にセルゲイ・コロリョフらにより開発されたソビエト連邦の打ち上げロケットである。1957年10月4日に世界初の人工衛星であるスプートニク1号を低軌道に打ち上げるのに用いられた。
スプートニクロケットはスプートニク-PS（ソ連軍ロケット砲兵局(GRAU)コード:8K71PS）と、スプートニク（GRAUコード:8K91）の二種類が開発され、8K71PSはスプートニク1号、同2号の打ち上げに使用された。8K91は1958年4月の初の打ち上げは失敗し、5月にスプートニク3号の打ち上げに使用された。
スプートニクに続くR-7系列のロケットはパリョート（GRAUコード:11A59）であり、これはスプートニクと同じ構成であるがボスホートロケットのコンポーネントを利用していた。

## スプートニク 8A71PS
スプートニク 8K71PSは1957年に2回打ち上げられ、ともに成功した。10月4日にスプートニク1号、11月3日に同2号を打ち上げた。スプートニク1号は1958年1月4日に地球の大気圏に再突入し、消滅した。

### 8K71PS 詳細
- 第0段（ブースター）8K71PS-0 × 4
  - 総重量: 43.0 トン
  - 空虚重量: 3.400 トン
  - 推力 （真空中）: 99,000 重量キログラム (kgf) × 4 = 396 Mgf (3.89 メガニュートン (MN))
  - 比推力: 306 秒 (3,000 N·s/kg)
  - 燃焼時間: 120 秒 (2 分)
  - 比推力（海面）: 250 秒 (2,450 N·s/kg)
  - 直径: 2.7メートル (8.9 ft)
  - スパン: 2.7メートル (8.9 ft)
  - 全長: 19メートル (62 ft)
  - 燃料: LOX/RP-1
  - エンジン: ブースター1つにつき RD-107-8D74PS 1基、合計4基
- 第1段（コアステージ）8K71PS-1 × 1
  - 総重量: 94.0 トン
  - 空虚重量: 7.495 トン
  - 推力 （真空中）: 99,000 kgf (970 kN)
  - 比推力: 308 秒 (3,020 N·s/kg)
  - 燃焼時間: 310 秒 (5 分 10 秒)
  - 比推力（海面）: 241 秒 (2,360 N·s/kg)
  - 直径: 3メートル (9.8 ft)
  - スパン: 3メートル (9.8 ft)
  - 全長: 28メートル (92 ft)
  - 燃料: LOX/RP-1
  - エンジン: RD-108-8D75PS 1基
- 総重量: 267 トン (534,000 ポンド (lb))
- 低軌道ペイロード: 500 キログラム (kg)
- 離床時総推力:  3.89 MN

## スプートニク 8A91
スプートニク 8A91はより強力な8D76、8D77エンジンを搭載し、打ち上げ能力が向上した。8A91は1958年に2回打ち上げられたが、4月27日に打ち上げられたが予想外のロケットの縦軸方向の振動が起こり失敗した。続いて5月5日の打ち上げは成功し、スプートニク3号を軌道に投入した。

### 8A91 詳細
- 第0段（ブースター）8A91-0 × 4
  - 総重量: 43.0 トン
  - 空虚重量: 3.400 トン
  - 推力 （真空中）: 4 × 99,000 kgf = 396 Mgf (3.89 MN)
  - 比推力: 310 秒 (3,040 N·s/kg)
  - 燃焼時間: 130 秒 (2 分 10 秒)
  - 比推力（海面）: 252 秒 (2,470 N·s/kg)
  - 直径: 2.7メートル (8.9 ft)
  - スパン: 2.7メートル (8.9 ft)
  - 全長: 19メートル (62 ft)
  - 燃料: LOX/RP-1
  - エンジン: ブースター1つにつき RD-107-8D76 1基、合計4基
- 第1段（コアステージ）8A91-1 × 1
  - 総重量: 95.0 トン
  - 空虚重量: 7.100 トン
  - 推力 （真空中）: 82,000 kgf (804 kN)
  - 比推力: 315 秒 (3,090 N·s/kg)
  - 燃焼時間: 360 秒 (6 分)
  - 比推力（海面）: 246 秒 (2,410 N·s/kg)
  - 直径: 2.99メートル (9.8 ft)
  - 全長:28メートル (92 ft)
  - 燃料: LOX/RP-1
  - エンジン: RD-108-8D77 1基
- 総重量: 269.3 トン
- 低軌道ペイロード: 1,327 kg (2,925 lb)
- 離床時総推力:  385,950 kgf (3.784 MN, 850,870 重量ポンド (lbf))